# Laurence B. Henry
Pour les articles homonymes, voir Henry.
 (mai 2022).
La mise en forme du texte ne suit pas les recommandations de Wikipédia : il faut le « wikifier ».
Les points d'amélioration suivants sont les cas les plus fréquents :
- Les titres sont pré-formatés par le logiciel. Ils ne sont ni en capitales, ni en gras.
- Le texte ne doit pas être écrit en capitales (les noms de famille non plus), ni en gras, ni en italique, ni en « petit »…
- Le gras n'est utilisé que pour surligner le titre de l'article dans l'introduction, une seule fois.
- L'italique est rarement utilisé : mots en langue étrangère, titres d'œuvres, noms de bateaux, etc.
- Les citations ne sont pas en italique mais en corps de texte normal. Elles sont entourées par des guillemets français : « et ».
- Les listes à puces sont à éviter, des paragraphes rédigés étant largement préférés. Les tableaux sont à réserver à la présentation de données structurées (résultats, etc.).
- Les appels de note de bas de page (petits chiffres en exposant, introduits par l'outil «  Source ») sont à placer entre la fin de phrase et le point final[comme ça].
- Les liens internes (vers d'autres articles de Wikipédia) sont à choisir avec parcimonie. Créez des liens vers des articles approfondissant le sujet. Les termes génériques sans rapport avec le sujet sont à éviter, ainsi que les répétitions de liens vers un même terme.
- Les liens externes sont à placer uniquement dans une section « Liens externes », à la fin de l'article. Ces liens sont à choisir avec parcimonie suivant les règles définies. Si un lien sert de source à l'article, son insertion dans le texte est à faire par les notes de bas de page.
- La présentation des références doit suivre les conventions bibliographiques. Il est recommandé d'utiliser les modèles {{Ouvrage}}, {{Chapitre}}, {{Article}}, {{Lien web}} et/ou {{Bibliographie}}. Le mode d'édition visuel peut mettre en forme automatiquement les références.
- Insérer une infobox (cadre d'informations à droite) n'est pas obligatoire pour parachever la mise en page.

Pour une aide détaillée, merci de consulter Aide:Wikification.
Si vous pensez que ces points ont été résolus, vous pouvez retirer ce bandeau et améliorer la mise en forme d'un autre article.
 (mai 2022).

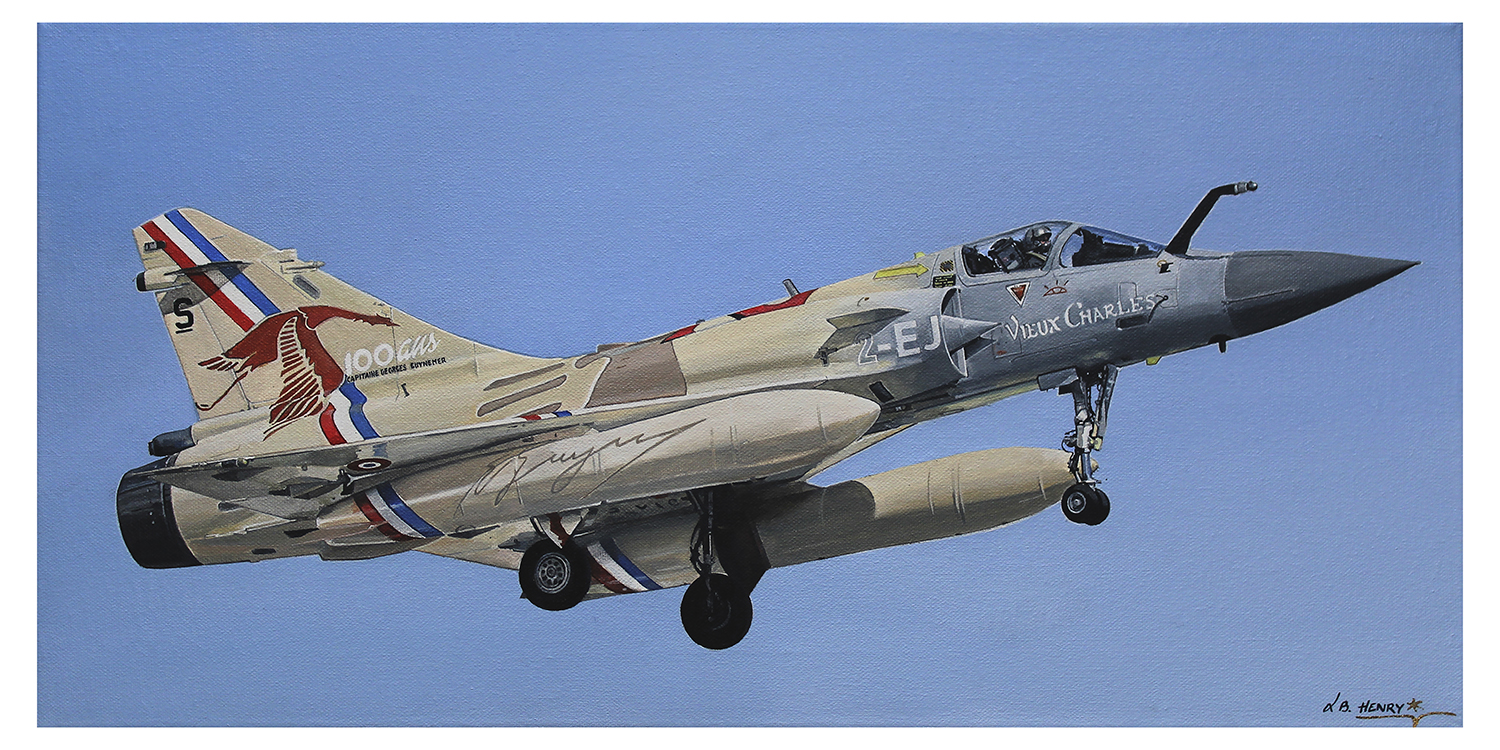
"Le Vieux Charles" - Acrylique sur toile - Commande privée

Laurence B. Henry, née en 1977 à Aureilhan, est une peintre française.

## Biographie
Laurence B. Henry a étudié le dessin à l'École supérieure d'art et de design des Pyrénées de Tarbes. Ce sera ensuite en autodidacte qu'elle expérimentera les techniques de la peinture. 
Son parcours a débuté en tant que peintre en décor et formatrice en trompe-l'œil. 
Inspirée par le monde de l'automobile et de la mécanique, elle s'installe en tant qu'artiste indépendante et réalise des toiles automobiles hyperréalistes. 
Elle devient membre officiel du Club Artiste Auto du Canada en 2009.

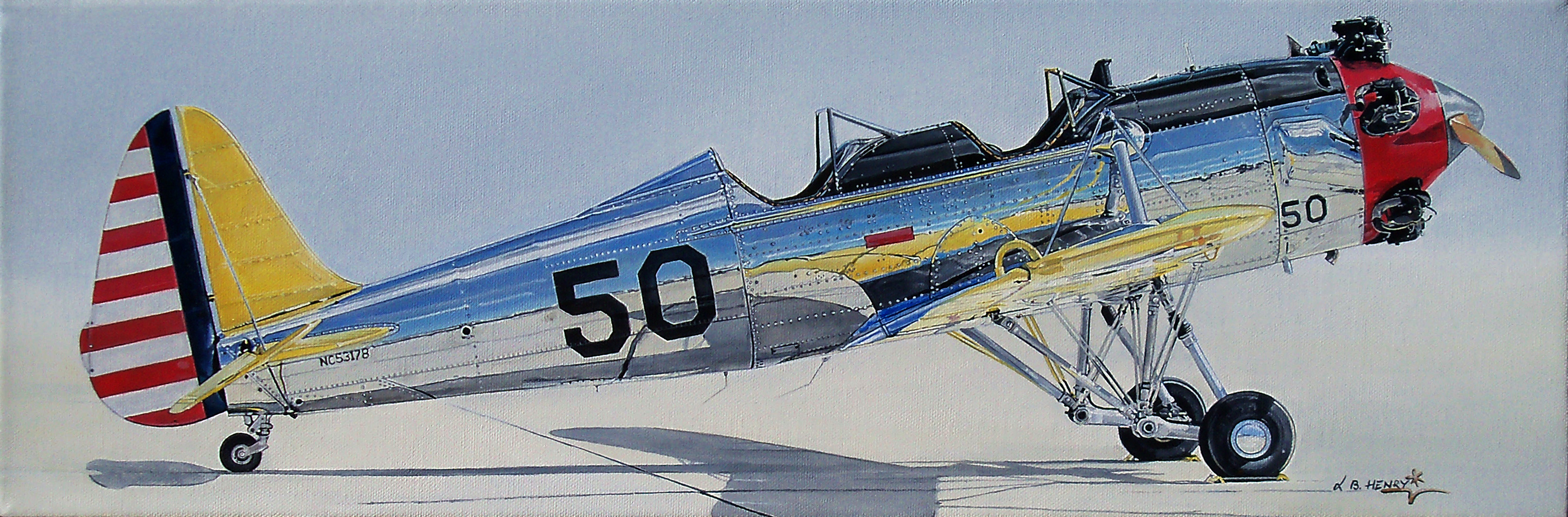
"Ryan PT 22" - 20 x 60 cm. Toile représentant l'avion de l'acteur Harrison Ford.

Sa première exposition en galerie en 2017 a lieu à la Galerie 28 à Reims puis à la Galerie Temps des Arts à Praz-sur-Arly.
En 2018, Laurence B. Henry est nommée Chevalier Académicienne à la Mondial Art Académie. 
Elle est nommée peintre officiel de l'Armée de l'Air (spécialité : l'Air et l'Espace) en septembre 2019 par la Ministre des Armées, Florence Parly.
Elle est présente dans de nombreuses collections privées et publiques. Des expositions personnelles, de groupe ou au sein de Salon internationaux lui ont valu plusieurs prix et distinctions. 
En 2021, Elle obtient un renouvellement de son agrément de Peintre de l'Air et de l'Espace.

## Distinctions et récompenses
- 2004 : Premier prix au Salon des Amis des Arts de Pau
- 2005 : Artiste cotée sur le dictionnaire Drouot
- 2018 : Nommée Chevalier Académicienne à la Mondial Art Académie
- 2019 : Membre officiel de la Canadian Aerospace Artists Association
- 2019 : Nommée Peintre de l'air et de l'espace [4]
- 2021 : Renouvellement de l'agrément de Peintre de l'Air et de l'Espace
- 2021 : Obtention du prix Bell & Ross au Musée de l'Air et de l'Espace

## Expositions
- 2017 - Galerie 28 à Reims
- Avril 2019 - Galerie Mosaïque - 25 ans de la galerie
- 2021 - "Fragments d'une Epopée" au Mémorial Charles de Gaulle
- 2021 - Salon des Peintres de L'Air au Musée de l'Air et de l'Espace
- 2022 - "Au-delà du Réel" - Office de Tourisme de Tarbes [5]
- 2022 - "La Belle Envolée" à l'aéroport de Tarbes-Lourdes-Pyrénées
- Septembre 2022 - "Juste une Escale..." au Rex-Hôtel à Tarbes.
- JEP2022 - Exposition des Peintres des Armées à l'hôtel du Quartier Général[6] à Bordeaux.
- Mai 2023 - Exposition collective des Peintres de l'Air à Salon-de-Provence pour les 70 ans de la Patrouille de France.

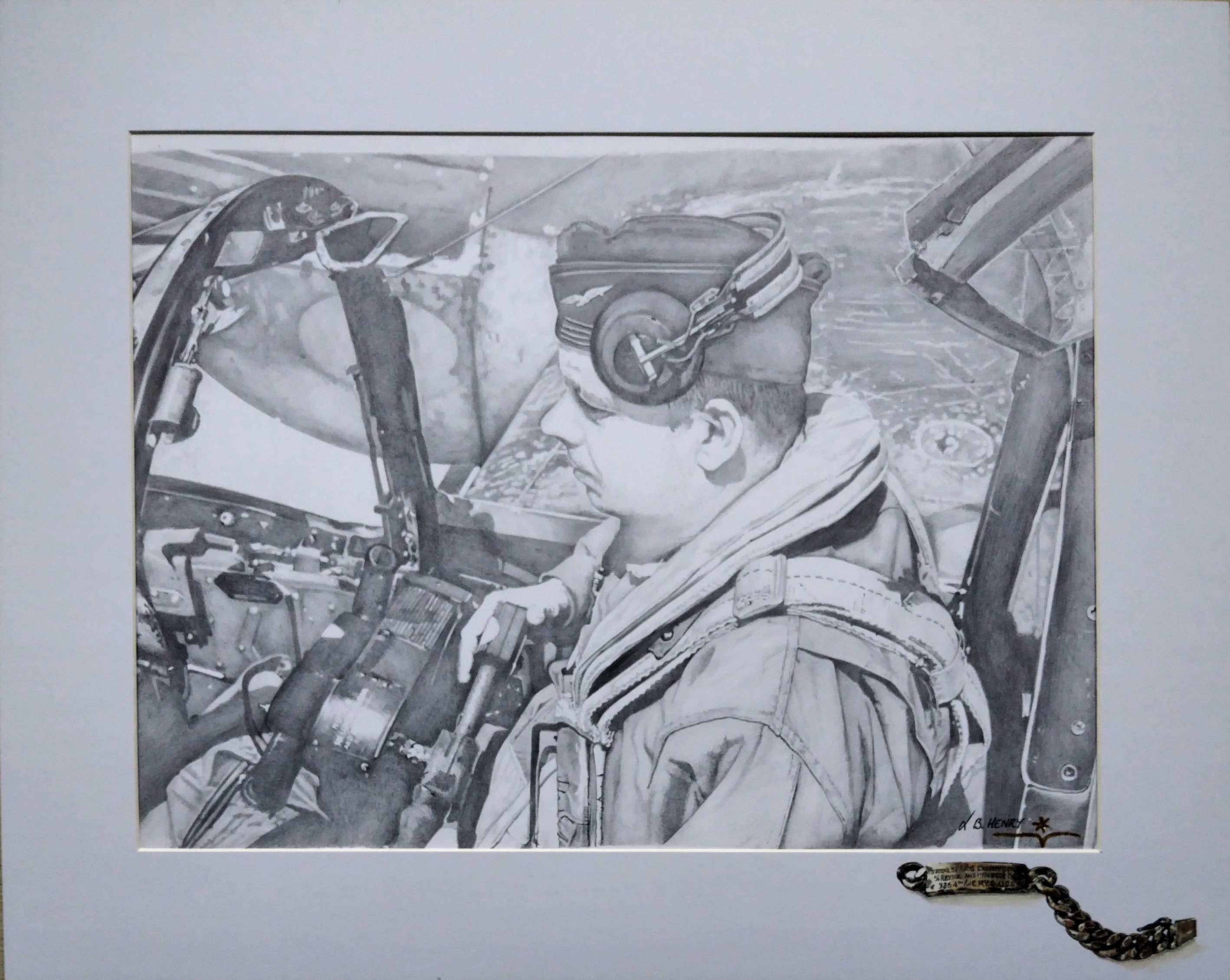
Dessin hyperréaliste d'Antoine de Saint-Exupéry - 2023. Crayon sur papier et passe-partout avec la gourmette de l'Aviateur peinte en trompe-l'œil.

- Dessin hyperréaliste d'Antoine de Saint-Exupéry - 2023. Crayon sur papier et passe-partout avec la gourmette de l'Aviateur peinte en trompe-l'œil.Sept. 2023 - 13ème Salon des Peintres de l'Air et de l'Espace - Paris, Le Bourget.